# Gottfried Swoboda
Gottfried Swoboda (* 23. September 1943 in Zittau; † 27. Oktober 2001 in Dresden) war ein deutscher katholischer Theologe, Publizist  und Autor. Er war Chefredakteur der Kirchenzeitung Tag des Herrn (1987–1995).

## Leben

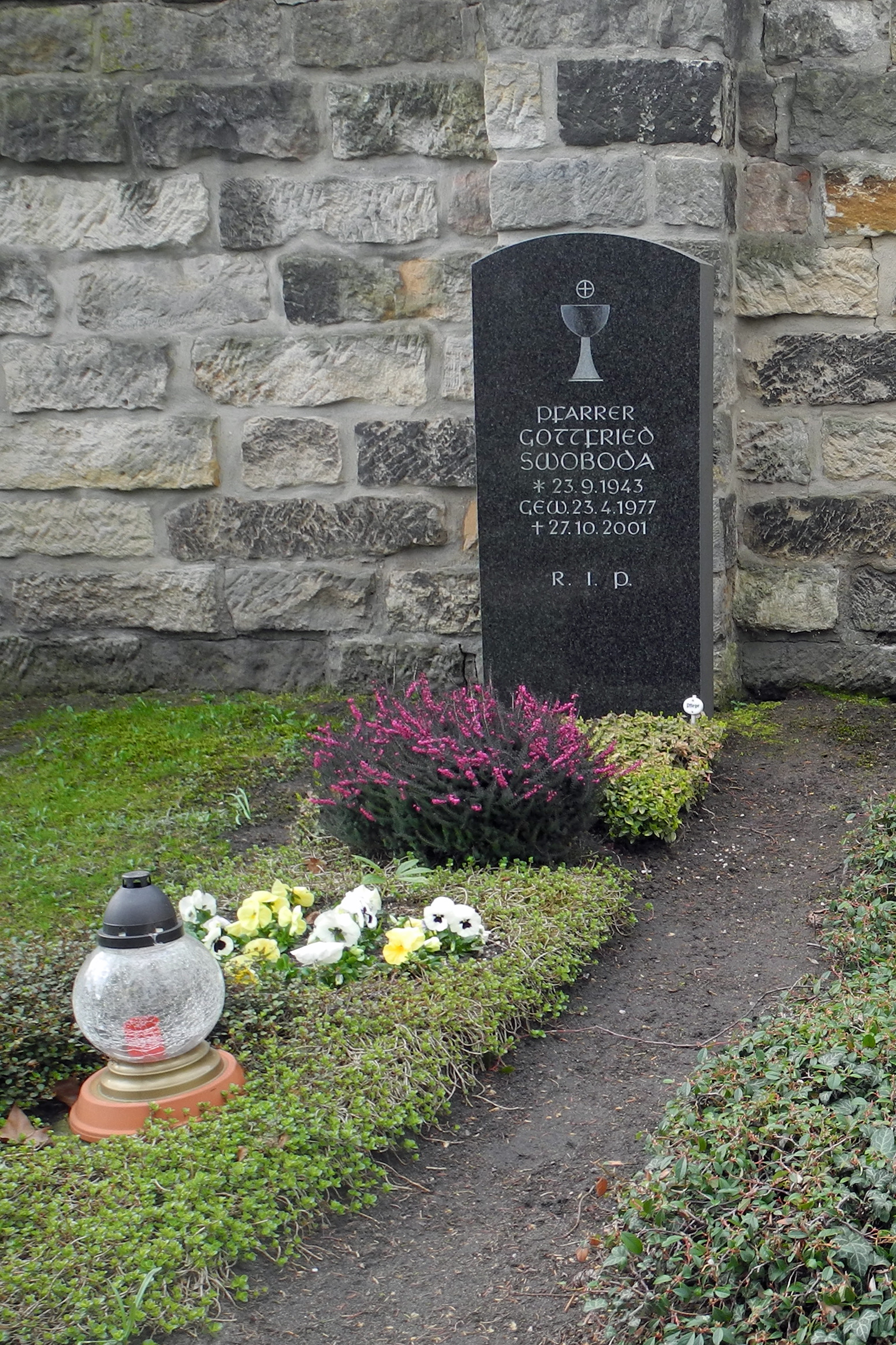
Grab von Gottfried Swoboda auf dem Neuen Katholischen Friedhof in Dresden

Gottfried Swoboda verlebte seine Kindheit und Jugend in Ostritz. Er lernte den Beruf eines Elektrikers und war einige Jahre in diesem Beruf tätig. Nach Studien in Erfurt und Neuzelle wurde Swoboda am 23. April 1977 in Dresden zum Priester geweiht. Er begann als Kaplan an der Pfarrei St. Josef im damaligen Karl-Marx-Stadt, ab 1981 war er Kaplan in Riesa. 1983 erfolgte die Berufung zum Domvikar an der Kathedrale und zum Kinderseelsorger des Bistums Dresden-Meißen. 
1986 wurde er vom Bischof zur Mitarbeit bei der Kirchenzeitung Tag des Herrn freigestellt und war 1987–1995 deren Chefredakteur. Zeitgleich übernahm er in der St.-Georgs-Gemeinde im Leipziger Stadtteil Gohlis Seelsorgedienste. 1995 war er für mehrere Monate Pfarradministrator in Wurzen. Im gleichen Jahr erhielt Swoboda die Ernennung zum Pfarrer der Pfarrei Herz Jesu in Dresden-Johannstadt, wo er bis zu seinem Tod tätig war.
Sein Primizspruch „Legt den alten Menschen ab. Zieht Christus an! Stellt Christus dar! Seid Christus!“ (von Papst Johannes XXIII.)war für Swoboda das Programm seiner priesterlichen Tätigkeit.

## Veröffentlichungen
- Moment mal … – Impulse für mein Leben. Buch mit ISBN 3746212332 sowie zugehörige Hörbücher Im Aufbruch und Von Mensch zu Mensch, ISBN 3746212383.
- Gute Wünsche für dich – tierische Weisheiten. Leipzig 2001 und 2003, ISBN 3-7462-1459-9 und ISBN 3-7462-1604-4